# 11 (Fernsehserie)
11 (Originaltitel: O11CE) ist eine argentinische Telenovela, die im Auftrag von Buena Vista International in Zusammenarbeit mit Disney Enterprises entstand, und von den Produktionsfirmen Pegsa Group und Pol-ka Producciones umgesetzt wurde. In Lateinamerika fand die Premiere der Telenovela am 13. März 2017 auf Disney XD statt. Im deutschsprachigen Raum erfolgte die Erstausstrahlung am 19. Juni 2017 auf Disney XD.
Die Telenovela wurde um eine vierte Staffel verlängert, die voraussichtlich im Jahr 2026 auf Disney+ erscheinen wird.

## Handlung
Der fußballbegeisterte 16-jährige Gabriel „Gabo“ Moreti lebt mit seiner Großmutter Amelia in einer kleinen argentinischen Dorfgemeinde namens Álamo Seco. Gabo ist nicht nur in Sachen Fußball Feuer und Flamme, sondern verfügt auch über ein ausgesprochen großes Talent. Seine fußballerische Begabung bleibt nicht unbemerkt, und Gabo erregt die Aufmerksamkeit von Francisco Velázquez, dem Cheftrainer der renommierten Sportakademie 'Instituto Académico Deportivo' (IAD), der beschließt, Gabo eine Chance zu geben und bietet ihm ein Stipendium an. Gabo nimmt das Angebot an und begibt sich nach Buenos Aires, wo er sich der Fußballmannschaft der IAD, den Goldenen Falken, anschließt. Von einem Tag auf den anderen ändern sich viele Dinge in Gabos Leben. Er lebt nun im Internat, lernt viele neue Leute sowie Vorschriften kennen und muss sich sowohl akademisch als auch auf dem Spielfeld beweisen. Indes stellt Gabo rasch fest, dass das Leben in Álamo Seco, das er hinter sich gelassen hat, in krassem Kontrast zu seinem neuen Alltag steht. Und ihm wird klar, dass noch ein weiter Weg vor ihm liegt und nicht jeder ihm gegenüber wohlgesinnt ist. Während Gabo alles gibt, um seinen Traum, ein erfolgreicher und namhafter Fußballspieler zu werden, zu verwirklichen, stößt er nach und nach auf die Wahrheit hinter seiner eigenen Geschichte, die sein Leben noch mehr auf den Kopf stellen wird. Wird Gabo seinen großen Traum verwirklichen können und was hält das Schicksal sonst noch für den jungen und ambitionierten Fußballer bereit?

## Besetzung und Synchronisation
Die deutschsprachige Synchronisation entstand nach den Dialogbüchern von Michael Wiesner, Philip Süß, Sibylle Spindler, Katharina Gräfe, Nico Sablik, Patrick Keller, Philip Rohrbeck, Jennifer Schöngarth, Saara Kulosalo Norris, Daniel Montoya, Andrea Solter, Moritz Weiler, Edgar Möller und Lion Geissler sowie unter der Dialogregie von Iris Artajo, Daniel Montoya und Alexej Ashkenazy durch die Synchronfirma SDI Media Germany in Berlin.

### Hauptdarsteller
| Rollenname                          | Nationalität | Schauspieler           | Hauptrolle   | Hauptrolle | Nebenrolle             | Nebenrolle | Synchronsprecher  |
| Rollenname                          | Nationalität | Schauspieler           | Folgen       | Staffel    | Folgen                 | Staffel    | Synchronsprecher  |
| ----------------------------------- | ------------ | ---------------------- | ------------ | ---------- | ---------------------- | ---------- | ----------------- |
| Gabriel „Gabo“ Moreti               | Argentinien  | Mariano González       | 1–220        | 1–3        |                        |            | Maximilian Artajo |
| Lorenzo Guevara                     | Mexiko       | Sebastián Athié        | 1–220        | 1–3        |                        |            | Amadeus Strobl    |
| Ricardo „Ricky“ Flores              | Mexiko       | Juan David Penagos     | 1–220        | 1–3        |                        |            | Sandro Blümel     |
| André „Dedé“ Duarte                 | Brasilien    | Luan Brum              | 1–220        | 1–3        |                        |            | Marco Eßer        |
| Pablo Espiga                        | Argentinien  | Lucas Minuzzi          | 1–220        | 1–3        |                        |            | Julian Tennstedt  |
| Francisco Velázquez                 | Argentinien  | Nicolás Pauls          | 1–220        | 1–3        |                        |            | Jaron Löwenberg   |
| Vitto Voltaglio                     | Argentinien  | Santiago Stieben       | 1–220        | 1–3        |                        |            | Henning Nöhren    |
| Apollodoros „Catorce“ Nikotatópulos | Argentinien  | Renato Quattordio      | 1–160        | 1–2        | 161                    | 3          | Andreas Wittmann  |
| Lucas Quintana                      | Argentinien  | Federico Gurruchaga    | 1–160        | 1–2        | 168                    | 3          | Jannik Endemann   |
| Martina Markinson                   | Argentinien  | Agustina Palma         | 1–160        | 1–2        |                        |            | Zoe Friedmann     |
| Valentino Toledo                    | Argentinien  | Tomás Blanco           | 1–160        | 1–2        |                        |            | Marc Bluhm        |
| Adrián Roca                         | Argentinien  | Fausto Bengoechea      | 1–160        | 1–2        |                        |            | Marcel Mann       |
| Mariano Galo                        | Argentinien  | Paulo Sánchez Lima     | 1–160        | 1–2        |                        |            | Rahul Chakraborty |
| Daniel Gracia                       | Argentinien  | Juan Francisco Cabrera | 1–160        | 1–3        |                        |            | Sascha Werginz    |
| Isabel Di Marco                     | Argentinien  | Verónica Pelaccini     | 1–160        | 1–2        |                        |            | Susanne Geier     |
| Amadeo Carrillo                     | Argentinien  | Pablo Gershanik        | 1–80         | 1          | 83–124                 | 2          | Santiago Ziesmer  |
| Leonardo „Leo“ Palacios             | Argentinien  | Juan Bautista Herrera  | 1–80 161–220 | 1 3        | 81–82                  | 2          | Artur Weimann     |
| Rafael „Rafa“ Fierro                | Argentinien  | Santiago Luna          | 1–80 161–220 | 1 3        |                        |            | Jonas Frenz       |
| Zoe Velázquez                       | Argentinien  | Paulina Vetrano        | 2–220        | 1–3        |                        |            | Amelie Plaas-Link |
| Diego Guevara                       | Argentinien  | Juan De Dios Ortiz     | 2–160        | 1–2        |                        |            | Gerrit Hamann     |
| Joaquín Costa                       | Kolumbien    | Javier Eloy Bonanno    | 3–220        | 1–3        |                        |            | Dirk Stollberg    |
| Ezequiel Correa                     | Argentinien  | Guido Pennelli         | 81–220       | 2–3        | 16–80                  | 1          | Hannes Maurer     |
| Martín Mejía                        | Kolumbien    | Daniel Patiño          | 82–220       | 2–3        |                        |            | David Brizzi      |
| Celeste Brizuela                    | Argentinien  | Candelaria Grau        | 161–220      | 3          | 2–160                  | 1–2        | Patricia Faltin   |
| Manuel                              | Argentinien  | Ian Lucas De Mendonça  | 161–220      | 3          | 137, 148, 153–155, 157 | 2          | Paul-Lino Krenz   |
| Delfina Soto                        | Italien      | Bianca Zero            | 161–220      | 3          |                        |            | Julie Bonas       |
| Arturo Garrido                      | Argentinien  | Joaquín Ochoa          | 161–220      | 3          |                        |            |                   |
| Ramiro                              | Argentinien  | Marcos Cartoy Díaz     | 161–220      | 3          |                        |            |                   |
| Lautaro                             | Argentinien  | Karim Hendi            | 161–220      | 3          |                        |            |                   |
| Fernando                            | Argentinien  | Brian Haupt            | 161–220      | 3          |                        |            |                   |
| Alfa                                | Argentinien  | Tomy Díaz              | 161–220      | 3          |                        |            |                   |
| Tobías                              | Argentinien  | Giuliano Montepaone    | 161–220      | 3          |                        |            |                   |
| Tristán                             | Argentinien  | Nicolás Dino Lorenzón  | 161–220      | 3          |                        |            |                   |
| Alan Salazar                        | Argentinien  | Dany Martins           | 165–220      | 3          |                        |            |                   |
| Ulises Zabaleta                     | Spanien      | Gaby del Castillo      | 179–220      | 3          |                        |            |                   |

### Nebendarsteller
| Rollenname               | Nationalität | Schauspieler          | Folgen                      | Staffel | Synchronsprecher                                          |
| ------------------------ | ------------ | --------------------- | --------------------------- | ------- | --------------------------------------------------------- |
| Felipe Aragón            | Argentinien  | Julián Cerati         | 1–220                       | 1–3     | Henning Katz (Staffeln 1–2) Christoph Hofmann (Staffel 3) |
| Amelia Moreti            | Argentinien  | Beatriz Dellacasa     | 1–220                       | 1–3     | Denise Gorzelanny                                         |
| Camilo Montero           | Argentinien  | Mariano Zabalza       | 1–20, 52–124                | 1–2     | Philip Süß                                                |
| Griselda                 | Argentinien  | Sandra Criolani       | 1–106                       | 1–2     | Anita Hopt                                                |
| Carlos „Pulpo“           | Argentinien  | Sebastián Berta Muñíz | 1–119                       | 1–2     | Manolo Palma                                              |
| Silvia                   | Argentinien  | Agostina Fabrizio     | 1–124                       | 1–2     | Christina Wöllner                                         |
| Magaly „Maga“            | Argentinien  | Lucía Gambandé        | 1–124                       | 1–2     | Elinor Eidt                                               |
| Fernanda                 | Argentinien  | María Jesús Rentería  | 1–124                       | 1–2     | Angela Jehring                                            |
| Micaela                  | Argentinien  | Camila Sassi          | 2–124                       | 1–2     | Lisa Braun                                                |
| Marcela                  | Argentinien  | Antonella Felici      | 2–116                       | 1–2     | Uschi Hugo                                                |
| Olson                    | Argentinien  | Alfredo Allende       | 2–101                       | 1–2     | Frank Röth                                                |
| Florencio                | Argentinien  | Alfredo Castellani    | 3–124                       | 1–2     | Tim Moeseritz                                             |
| Olivia                   | Argentinien  | Marcela Jove          | 3–118                       | 1–2     | Claudia Gáldy                                             |
| Giovanni Malefacce       | Argentinien  | Giampaolo Samà        | 11–124                      | 1–2     | Sebastian Christoph Jacob                                 |
| Alejandro Vidal Golormi  | Argentinien  | José Giménez Zapiola  | 16–110                      | 1–2     | Leon Stiehl                                               |
| Ciro D’Alessios          | Argentinien  | Gonzalo Dubourg       | 16–121                      | 1–2     | Julius Jellinek                                           |
| Félix Jiménez            | Argentinien  | Christian Sancho      | 20–124                      | 1–2     | Robert Glatzeder                                          |
| Julián Vidal             | Argentinien  | Luciano Andrada       | 27–28, 30–31, 37, 39 81–124 | 1 2     | Hugo Grimm                                                |
| Pedro                    | Argentinien  | Matías Cardozo        | 33, 39 81–124               | 1 2     | Philipp Lind                                              |
| Franco Quesada           | Argentinien  | Juan Ciancio          | 81–124                      | 2       | Alexander Gaida                                           |
| Abril Alcaraz            | Argentinien  | Elis García           | 81–124                      | 2       | Bettina Kenney                                            |
| Igor Bauer               | Argentinien  | Lucas Frangella       | 81, 103–124                 | 2       | Nico Stank                                                |
| Hans Newman              | Argentinien  | Luca Marconetti       | 81, 103–124                 | 2       | Jonas Lauenstein                                          |
| Antonio „Tony“ Greenberg | Argentinien  | Bruno Heder           | 87–124                      | 2       | Rafael Albert                                             |
| Alejandra „Álex“ Vidal   | Argentinien  | Muni Seligmann        | 101–114                     | 2       | Sandrine Mittelstädt                                      |
| Anna Safonova            | Russland     | Julia Dovganishina    | 131–160                     | 2       | Maria Hönig                                               |
| Dimitri Safonova         | Russland     | Vadim Abramenko       | 131–160                     | 2       | Alexej Ashkenazy                                          |

### Episodendarsteller
| Rollenname            | Schauspieler              | Folgen                                  | Staffel | Synchronsprecher     |
| --------------------- | ------------------------- | --------------------------------------- | ------- | -------------------- |
| Comisario             | Leandro Orowitz           | 1–2                                     | 1       | Stefan Bergel        |
| James Patriel         | Juan Ignacio Pepe         | 14–15                                   | 1       | Valentin Stilu       |
| Rayo García           | Gabriel Gallichio         | 14–15                                   | 1       | Till Völger          |
| Ministeriumsvertreter | Pablo Ferrara             | 16–17                                   | 1       | Uwe Büschken         |
| Schiedsrichter Bremer | Javier Pedersoli          | 18–20                                   | 1       | Rainer Doering       |
| Miguel Fierro         | Fabio Aste                | 20–21, 36, 40, 68, 74                   | 1       | Christoph Banken     |
| José Fierro           | Víctor Dana               | 20, 31                                  | 1       | Stefan Staudinger    |
| Ernesto Bruno         | Rodrigo Bianco            | 24, 27, 29, 60–61, 65–66, 75            | 1       | Jeffrey Wipprecht    |
| Valentinos Vater      | Claudio D’Odorico         | 28–30                                   | 1       | Wolfgang Ziffer      |
| Alonso                | Nicolas Albamonte         | 30–32                                   | 1       | Hans Hohlbein        |
| Ricardo Malaspina     | Manuel Boerr              | 34, 36, 38                              | 1       | Ralf David           |
| Dora                  | Ana María Castel          | 35–36                                   | 1       | Margot Rothweiler    |
| Raviel Mora           | Alejandro Gibeli          | 35–36                                   | 1       | Bastian Sierich      |
| Santiago Castillo     | Martin Sipicki            | 35–36                                   | 1       |                      |
| Guillermo Suárez      | Sergio Vitello            | 44–46, 53                               | 1       | Michael Bauer        |
| Gustavo Suárez        | Alejandro Vitello         | 44–46, 53                               | 1       | Michael Bauer        |
| Kommissionsvertreter  | Pietro Gian               | 48, 52–53                               | 1       |                      |
| Martín Castelli       | Miguel Di Lemme           | 50 136, 144                             | 1 2     | Peter Lontzek        |
| Facundo Gutiérrez     | Fernando Rodriguez Dabove | 52–56                                   | 1       | Sven Gerhardt        |
| Sebastián Sánchez     | Ezequiel Cipols           | 53–54                                   | 1       | Bernd Vollbrecht     |
| Julia Losada          | Soledad Comasco           | 55–60, 75, 77 110                       | 1 2     | Mareile Moeller      |
| Torres                | Juan Martin Denari        | 62–63, 66                               | 1       | Bernhard Völger      |
| Inhaber Hat trick     | Esteban Fiocca            | 64–65, 67, 69, 74                       | 1       | Otto Strecker        |
| Ludmila               | Bianca Olivetti           | 67–69                                   | 1       | Jana Kozewa          |
| Federico              | Santiago Sánchez Avalos   | 76–77                                   | 1       | Lukas Till Berglund  |
| Kommissionsvertreter  | Pablo Flores Maini        | 81, 159–160                             | 2       | Rainer Doering       |
| Tato Barosso          | Santiago Minor Lecay      | 85, 131, 147–151, 159–160               | 2       | Alexander Gaida      |
| Torre Avila           | Pedro Mariscotti          | 85, 103–106, 131, 147–151, 159–160      | 2       | Michael Kargus       |
| Trainer Team Macheten | Javier Grassi             | 85, 105–106, 131, 150–151               | 2       | Robin Marienfeld     |
| Alan Camacho          | Martín Villafranca        | 88–90, 91, 98, 100                      | 2       | Nico Stank           |
| Anthony Hurtado       | Sebastián Díaz            | 88–90, 91, 98, 100                      | 2       | Rafael Albert        |
| Federico Zúñiga       | Gonzalo Gravano           | 88–90, 91, 98, 100                      | 2       | Lukas Till Berglund  |
| Filmemacher           | Martín Tecchi             | 90–91                                   | 2       | Peter Lontzek        |
| Dina                  | Bárbara Roskin            | 104–106, 114–115, 121, 125–126, 148–149 | 2       | Alma Maja Ernst      |
| Cecilio Sánchez       | Francisco Farkas          | 108–110                                 | 2       | Volkmar Leif Gilbert |
| Renato Bolaños        | Juan Diego Arcuri         | 108–110                                 | 2       | Nicolas Rathod       |
| Martinas Mutter       | Constanza Espejo          | 113, 115–116, 141                       | 2       | Jana Kozewa          |
| Xavier                | Emanuel Garcia            | 124–126, 148–156                        | 2       | Ricardo Richter      |
| Joao                  | Luis Torres               | 136, 138                                | 2       |                      |
| Fleto                 | Thomas Lepera             | 136, 144                                | 2       | Arne Gottschling     |
| Mono                  | Bautista Lena             | 145, 149, 152                           | 2       | Nicolas Rathod       |
| Cesar                 | Francisco Bereny          | 145, 149, 152                           | 2       | David Turba          |
| Paola                 | Constanza Boquet          | 146–151, 159–160                        | 2       | Iris Artajo          |
| Dante                 | Edgardo Marchiori         | 147–148                                 | 2       | Nico Mamone          |
| Alessandro            | Mirko Mescia              | 147–148                                 | 2       | Simon Köslich        |
| Mark                  | Facundo Posincovich       | 148–156                                 | 2       | Raúl Richter         |
| Simón Álvarez         | Michael Ronda             | 160                                     | 2       | Maximilian Belle     |

### Gastdarsteller
| Schauspieler    | Folgen           | Staffel | Synchronsprecher |
| --------------- | ---------------- | ------- | ---------------- |
| Pablo Stecco    | 28               | 1       | Matti Klemm      |
| Guido Hernandez | 70–71            | 1       | Benjamin Stöwe   |
| Fernando Palomo | 79–80 159–160    | 1 2     | Bernd Egger      |
| Pablo Ferreira  | 79               | 1       | Matthias Klie    |
| Rezende         | 125–126, 128–129 | 2       | Christian Zeiger |
| Fran MG         | 128–129          | 2       | Philipp Lind     |
| Javier Zanetti  | 151              | 2       | Frank Schröder   |

## Ausstrahlungsübersicht
Lateinamerika
| Staffel | Episoden | Erstausstrahlung auf Disney XD | Erstausstrahlung auf Disney XD | Erstveröffentlichung auf Disney+ | Erstveröffentlichung auf Disney+ |                   |
| Staffel | Episoden | Staffelpremiere                | Staffelfinale                  | Staffelpremiere                  | Staffelfinale                    |                   |
| ------- | -------- | ------------------------------ | ------------------------------ | -------------------------------- | -------------------------------- | ----------------- |
| 1       | 80       | 13. März 2017                  | 25. August 2017                | 17. November 2020                | 17. November 2020                | 17. November 2020 |
| 2       | 80       | 30. April 2018                 | 12. Oktober 2018               | 17. November 2020                | 17. November 2020                | 17. November 2020 |
| 3       | 60       | 15. Juli 2019                  | 29. November 2019              | 17. November 2020                | 17. November 2020                | 17. November 2020 |
| 4       | 20       | Nicht ausgestrahlt             | Nicht ausgestrahlt             | Nicht veröffentlicht             | Nicht veröffentlicht             |                   |

Deutschland, Österreich und deutschsprachige Schweiz
| Staffel | Episoden | Erstausstrahlung auf Disney XD | Erstausstrahlung auf Disney XD | Erstveröffentlichung auf Disney+ | Erstveröffentlichung auf Disney+ |
| Staffel | Episoden | Staffelpremiere                | Staffelfinale                  | Staffelpremiere                  | Staffelfinale                    |
| ------- | -------- | ------------------------------ | ------------------------------ | -------------------------------- | -------------------------------- |
| 1       | 80       | 19. Juni 2017                  | 10. Januar 2018                | Nicht veröffentlicht             | Nicht veröffentlicht             |
| 2       | 80       | 24. September 2018             | 8. März 2019                   | Nicht veröffentlicht             | Nicht veröffentlicht             |
| 3       | 60       | Nicht ausgestrahlt             | Nicht ausgestrahlt             | Nicht veröffentlicht             | Nicht veröffentlicht             |
| 4       | 20       | Nicht ausgestrahlt             | Nicht ausgestrahlt             | Nicht veröffentlicht             | Nicht veröffentlicht             |